# 小出涼子
小出 涼子（こいで りょうこ、1978年（昭和53年）6月12日 - ）は、日本のフリーアナウンサー。

## 来歴・人物
- 千葉県市川市出身。中高と豊島岡女子学園へ通学していた。
- 2001年、明治学院大学社会学部社会学科を卒業。キヤノンに入社し、広報宣伝部に配属される。
- 2006年、NHK和歌山放送局の契約キャスターに転身。夕方のローカルニュース『わかやまNEWSウェーブ』のMCに抜擢され、同番組に1年間出演。
- 2007年、名古屋テレビ放送（メ〜テレ）のアナウンサーになる。朝の情報番組『どですか!』のMCを1年間担当し、次の1年間は芸能コーナーを担当する。その後は『朝だ!生です旅サラダ』、夕方のローカルニュース番組『UP!』のリポーターや夜のニュースなどを担当。
- 2010年3月31日をもってメ〜テレを退社。同年4月にボイスワークス所属のフリーアナウンサーになり、BS-TBS『Turning Point〜賢者の選択〜』にリポーターとして出演。
- 好きな食べ物：春巻き、桃、魚料理。趣味：生け花、池坊華道の脇教授（免許種類）の資格を有する。所得資格：FP2級、英検2級

## 担当番組

### NHK和歌山放送局
- わかやまNEWSウェーブ - メインキャスター
- もっともっと関西（NHK大阪放送局） - コーナーキャスター

### メ〜テレ
- アナchu!
- どですか! - 月曜 - 金曜担当
- 朝だ!生です旅サラダ（朝日放送） - リポーター
- UP! - リポーター
- メ〜テレNEWS

### フリー転向後
- Turning Point〜賢者の選択〜（BS-TBS） - リポーター

## その他
- 女子アナ出題！Theご当地問題DVD＆カード（タカラトミー、2007年9月27日発売）